# Ledi Màkbet Mtsènskogo Uiezda
Lady Macbeth de Mtsensk (en rus: Леди Макбет Мценского уезда, transcrit: Ledi Màkbet Mtsènskogo Uiezda), op. 29, és una òpera en quatre actes de Dmitri Xostakóvitx, amb llibret d'Aleksandr Preis i el mateix compositor, basat en una narració de Nikolai Leskov, que al seu torn es va inspirar en un fet real. S'estrenà al teatre del Palau Mikhàilovski de Sant Petersburg el 22 de gener de 1934 dirigida per Samuïl Samossud. La va dedicar a la seva esposa Nina Vasilievna Varzar.

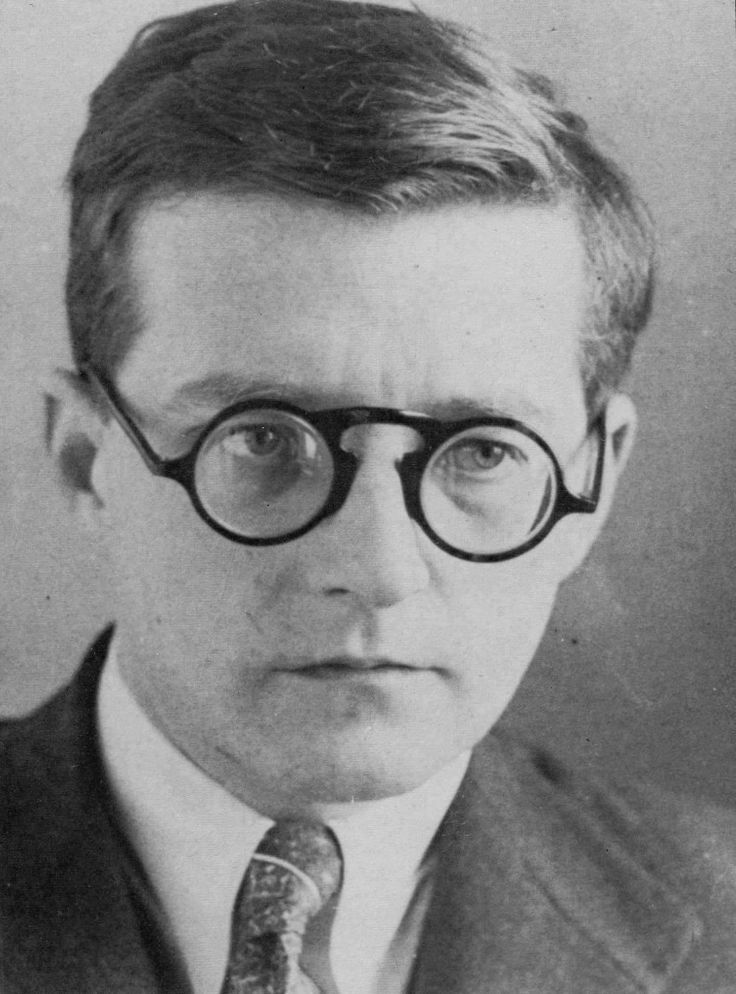
Dmitri Xostakóvitx

Xostakóvitx va escollir la història per subratllar dos eixos principals. D'una banda, volia retratar la crueltat i deshumanització de la vida en les petites comunitats de la Rússia antiga; de l'altra, subratllar la difícil situació de la dona en una societat opressiva. La protagonista escull un camí irracional i autodestructiu per intentar alliberar-se. El compositor tenia la intenció de seguir aquesta obra amb una segona òpera, ambientada en una època posterior, on la dona trobaria una via més racional i assenyada cap a la seva llibertat.
Després de tenir un molt bon acolliment, tant del públic com dels especialistes, amb més de cent representacions a Leningrad i a Moscou, l'òpera va ser censurada dos anys més tard per iniciativa de Stalin i retirada de l'escenari durant dècades. Per aquest motiu s'ha convertit en un símbol de les pressions polítiques sobre la música.
El 1962, l'autor va estrenar-ne una versió revisada i suavitzada, amb el títol de Katerina Izmàilova, amb un nou número d'opus (op. 114).

## Origen i context
Xostakóvitx era un jove compositor reconegut però descontent, observant de prop la repressió burocràtica que limitava la diversitat de pensament. A més, percebia que una personalitat destacada podia ser ofegada tant per la repressió com per l'avorriment de la societat russa. En aquell moment, els vincles amb l'Occident s'estaven trencant, i els compositors soviètics corrien el risc de convertir-se en provincians. A això s'hi afegia el patiment intens a causa de la seva complicada relació amb la seva futura esposa, Nina Varzar.

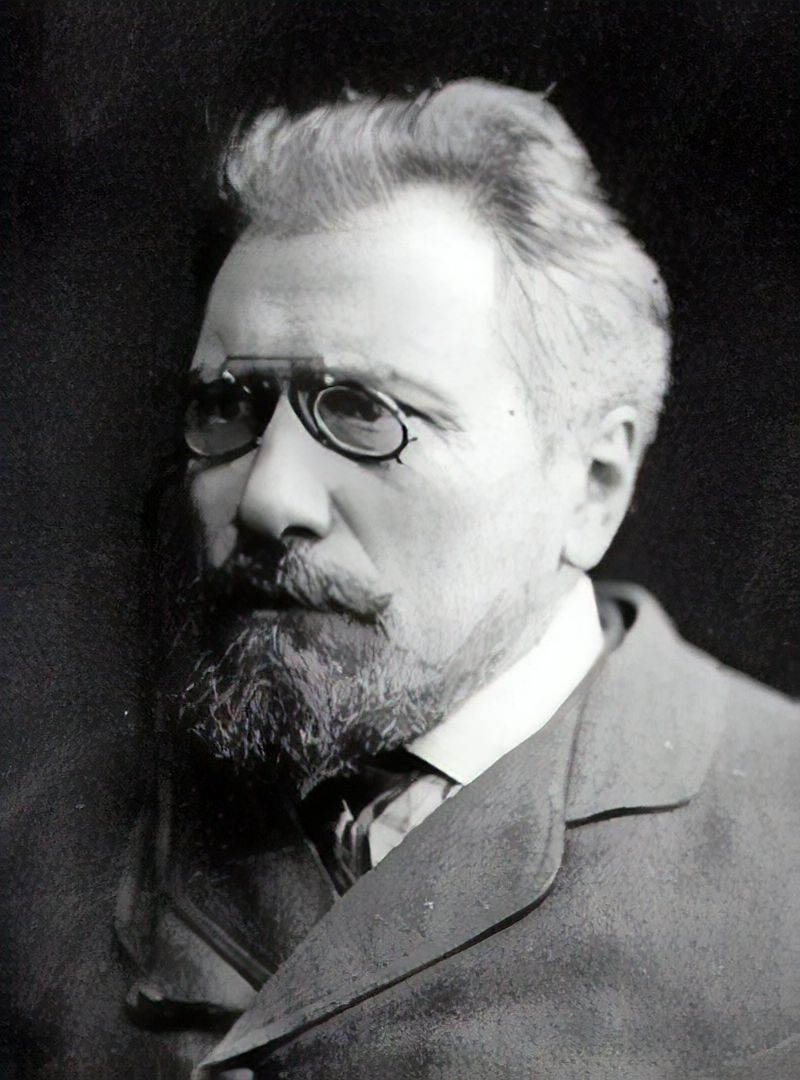
Nikolai Leskov, autor del llibre en què es basa

El mes d'octubre de 1930, Xostakóvitx va iniciar la composició de Lady Macbeth inspirant-se en la novel·la breu del mateix nom escrita per l'aclamat autor rus del segle XIX Nikolai Leskov, que havia publicat l'obra originalment el 1865 i que havia estat reeditada aquell mateix any. El compositor va admetre que «vaig llegir la història i em va fascinar de tal manera que immediatament vaig començar a escriure una òpera».
Nikolai Leskov, tot i ser poc conegut fora dels països de llengua russa, és considerat una de les glòries de la literatura russa. La seva obra, que comprèn 36 volums, és extensa i detallada en la riquesa de la llengua russa, és alabada per la seva narrativa aguda i la seva penetrant observació dels costums. Amb uns orígens socials heterogenis, Leskov mostrava un desig apassionat per conèixer la seva terra, que es reflecteix en el seu talent literari.
La novel·la de Leskov explica la història tràgica de Katerina, una jove que viu en una zona rural i que està casada amb un comerciant més gran a la remota localitat de Mtsensk, situada a més de tres-cents quilòmetres al sud de Moscou, en una part de la Rússia profunda, a prop de les províncies de Riazan, en un indret pràcticament desconegut. El seu marit és constantment absent, deixant-la sola amb un sogre autoritari que la turmenta. Per escapar de l'avorriment, Katerina es llança als braços de Serguei, un nou capatàs amb ambicions socials que li ofereix una fugida momentània. Decidida a eliminar qualsevol obstacle en el seu camí cap a la felicitat amb Serguei, Katerina orquestra la mort del sogre, del marit i fins i tot del jove nebot. Les seves accions la porten, com a la Lady Macbeth de Shakespeare, a una sèrie de desgràcies que culminen amb el seu exili a Sibèria. Durant el viatge, Serguei comença a flirtejar amb Sonietka, una captivadora presonera, i quan Katerina els descobreix, consumida per la gelosia, es llança a un llac gelat posant fi a la seva tragèdia.
Xostakóvitx va definir d'aquesta manera els personatges principals: «Katerina Izmailova és una dona intel·ligent i dotada, sufocada per la seva ambició i per la recerca d'una via d'escapament per les seves energies; enverina al seu sogre instigada pel seu amant, Serguei, un home absolutament indigne moralment (encara que el seu aspecte ha de brillar per la seva bellesa i galanteria), que és contractat per treballar a la finca dels Izmailov. El pare, Borís Timoféievitx, és un amo ancià, poderós i sobrat de vitalitat; i el seu fill, Zinovi Borisovitx, marit de Katerina i bastant més gran que ella, és un home lamentable, pretensiós i despreocupat. Per arribar a casar-se amb Serguei, Katerina comet un seguit de crims atroços: primer acaba amb el seu marit, i també acaba amb el seu petit nebot». La mort del darrer nen, no va ser finalment inclòs en l'òpera.
Els quatre assassinats comesos per Katerina difícilment podrien sorprendre el públic lector rus de l'època de la novel·la, ja que estava acostumat als contes brutals de corrupció dels pobles de Píssemski i a les novel·les d'assassinats de Dostoievski. Sí que els va esgarrifar la manera de relatar els assassinats de Leskov.
Xostakóvitx i el seu co-llibretista Aleksandr Preis fan canvis essencials en els personatges i la narrativa del conte de Leskov. Principalment, el paper del sogre Borís Isinailov, un ancià d'uns vuitanta anys i vidu, experimenta una àmplia i significativa ampliació, així com una major dimensió sexual i agressiva. L'altre gran canvi és la no inclusió de l'assassinat del nebot, que segons va escriure Xostakóvitx en un assaig de 1934, «era una mica extra, l'assassinat d'un infant, qualsevol que sigui la seva explicació, sempre crea una impressió negativa».
Xostakóvitx va identificar dos temes principals en aquesta història. Volia retratar tant la crueltat i falta d’humanitat de la vida en les petites ciutats de la Rússia antiga, com la situació particular de les dones dins d'una societat opressiva. El compositor tenia la intenció que fos part d'una sèrie on, amb la següent ambientada en una època posterior, mostraria una dona trobant un camí més assenyat cap a la seva llibertat.

## Representacions

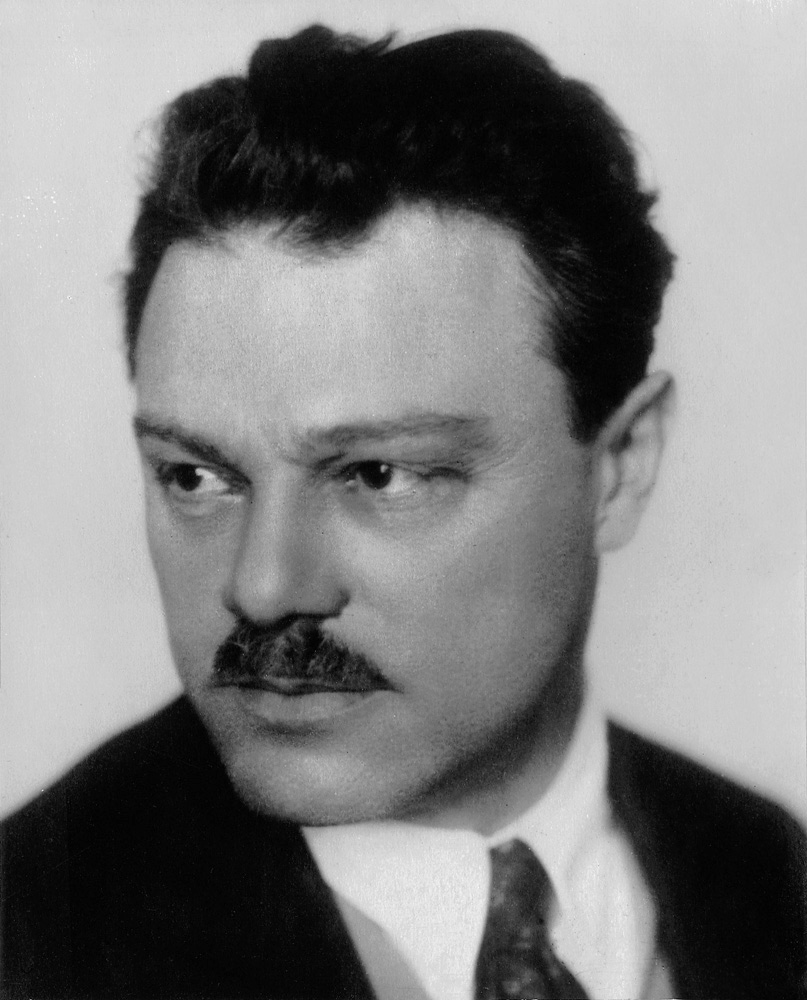
Samuïl Samossud, director de l'estrena

El 22 de gener de 1934 Samuïl Samossud va dirigir l'estrena a Leningrad de Lady Macbeth de Mtsensk, la primera òpera del jove Xostakóvitx de gran envergadura, després d'haver estrenat l'òpera satírica i curta El Nas. Els crítics van afirmar que, des de La dama de piques de Txaikovski, la música russa no havia presenciat una obra que assolís un nivell de profunditat i grandesa similar. Els anys posteriors van corroborar aquestes lloances. L'òpera va gaudir d'un èxit espectacular, amb vuitanta-tres funcions exhaurides només a Leningrad. No obstant això, pocs exemples en la història del teatre musical internacional poden comparar-se amb el destí tràgic que va patir Lady Macbeth.

## Caos en lloc de música
Malgrat l'èxit popular i de crítica, Lady Macbeth es va convertir en el vehicle d'una denúncia general de la música de Xostakóvitx per part del PCUS a principis de 1936: després de ser condemnada en un article anònim (de vegades atribuït a Ióssif Stalin però en realitat sembla que l'autor és David Zaslavsky) al Pravda, titulat Caos en lloc de música, va ser prohibida a la Unió Soviètica durant gairebé trenta anys, fins al 1961.
Durant més de vint anys, Lady Macbeth va quedar atrapada en l'oblit, titllada de ser un exemple lamentable i grotesc de "soroll, cruixit i xiscles", "cacofonia" i "soroll musical", segons l'editorial del Pravda. Les dures crítiques van ser inapel·lables i sense espai per a cap defensa. La seva força provenia del fet que tenien el suport directe de Stalin, cosa que les feia inqüestionables. A cada estudiant de la immensa Rússia li va quedar clar què significava "caos en lloc de música".
El compositor l'any 1962 va revisar Lady Macbeth, rebatejant-la Katerina Izmailova (en rus: Катерина Измайлова) i assignant-li l'op. 114. Va substituir dos dels seus intermezzos, va ajustar l'acte I, l'escena 3 i va fer canvis més petits en altres llocs. Katerina Izmailova es va representar per primera vegada el 26 de desembre de 1962 a Moscou al Teatre Musical Stanislavski-Nemirovich-Danchenko, i es va gravar per primera vegada en estudi el 1964. Però des de la mort de Xostakóvitx, la versió original s'ha interpretat amb més freqüència. La versió original sense censura no es va tornar a representar a Rússia fins a l'any 2000.
A partir del 1979, Mstislav Rostropóvitx i la seva dona Galina Vixnévskaia, en el paper de Katerina Ismailova, van ampliar el coneixement de l'òpera en forma de disc a Occident. Avui en dia ja forma part del repertori clàssic.
A Catalunya aquesta versió revisada es va estrenar al Liceu de Barcelona el 28 de desembre de 1965. La versió original no s'hi va fer fins a l'any 2002. Ievgueni Nesterenko, baix rus que feia de Vell presoner en la producció de Barcelona del 2002, i que va arribar a conèixer a Xostakóvitx en persona va afirmar: «He de dir alguna cosa una mica diferent sobre la segona versió. Es va estrenar amb èxit a Rússia i a tot el món i Xostakóvitx va viatjar a diversos països per presentar-la i es va mostrar encantat d'ella. És clar que va canviar algunes coses que li havien criticat, però un músic em va dir que Xostakóvitx li havia reconegut una vegada que els canvis els va fer sobretot per poder cobrar drets, ja que havia venut els de l'original».

## Rols

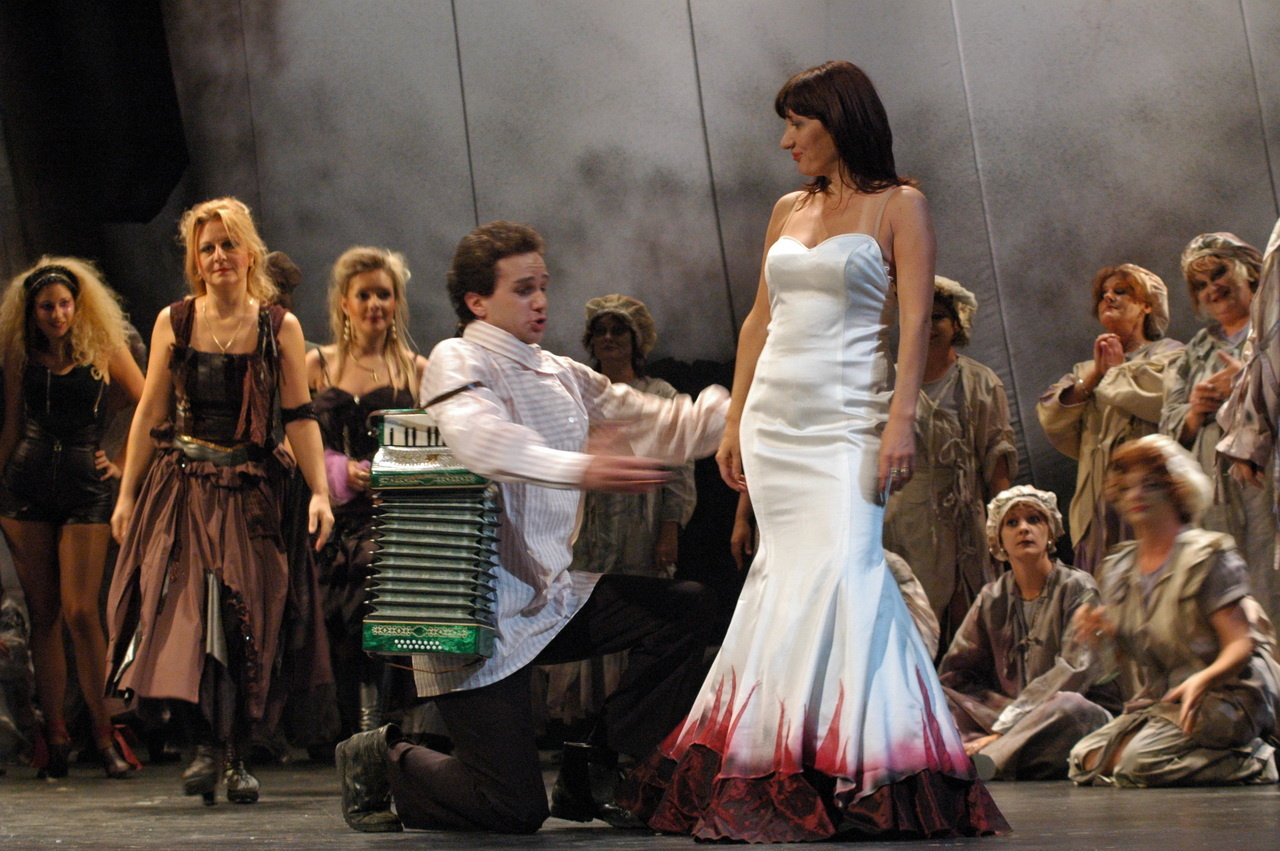
Representació del 2006 al Teatre Nacional Serbi

| Rol | Tipus de veu | Elenc estrena, 22 de gener 1934 Director: Samuïl Samossud |
| --- | ------------ | --------------------------------------------------------- |
| Borís Ismailov, un comerciant | baix         |                                                           |
| Sinovi, el seu fill | tenor        |                                                           |
| Kalerina Isimailova, dona de Sinovi | soprano      | Agrippina Ivanovna Sokolova                               |
| Serguei, ajudant dels Ismailov | tenor        |                                                           |
| Axinia, la cuinera | soprano      |                                                           |
| Un treballador esparracat i borratxo                                                                                                   | tenor        |                                                           |
| Treballador, treballador dels Ismailov                                                                                                 | baríton      |                                                           |
| Intendent | baix         |                                                           |
| Un porter | baix         |                                                           |
| Primer treballador, empleat dels Ismailov                                                                                              | tenor        |                                                           |
| Segon treballador, empleat dels Ismailov                                                                                               | tenor        |                                                           |
| Sacerdot | baix         | Pavel Yuravlenko                                          |
| Inspector de policia | baix         | Aleksei Petrovich Ivanov                                  |
| Nihilista | tenor        |                                                           |
| Sergent | baix         |                                                           |
| Vell convicte | baix         |                                                           |
| Soniètka, una presonera | mezzosoprano |                                                           |
| Una dona convicta | soprano      |                                                           |
| Sentinella | baix         |                                                           |
| Fantasma de Borís Ismailov | baix         | Georgiy Nikolaievich Orlov                                |
| Cor: SATB, parts dividides – Treballadors i treballadores contractats pels Ismailov; Policies; Convidats de boda; homes i dones presos |              |                                                           |

## Música
Xostakóvitx no tenia la intenció de crear personatges amb els quals el públic pogués empatitzar fàcilment, per la qual cosa va evitar el mètode clàssic d'òpera utilitzat per Verdi o Txaikovski, que es basava en àries, duets i conjunts tradicionals. El seu enfocament musical va ser molt diferent. La protagonista, Katerina, és l'única figura amb la qual es pot sentir certa compassió, tot i la seva naturalesa erràtica i autodestructiva, i només ella rep àries importants, plenes de malenconia i reflexió. Els altres personatges es contraposen bruscament i són representats de manera burlesca, amb frases musicals breus i tallants, que evoquen el cant-parlat, influenciat per Mússorgski i Janácek. També els cors recorden aquestes influències, impregnats de motius folklòrics, que aporten una atmosfera inquietant a l'obra.
L'orquestra té un rol central i crucial en aquesta obra, però no segueix el model wagnerià de leitmotivs intricats. En lloc d'això, el compositor dona a l'orquestra una funció com de comentarista sobre els personatges i els esdeveniments, com si fos la seva veu personal. Per aconseguir aquest efecte en una peça amb una càrrega dramàtica i tràgica tan gran, Xostakóvitx va concebre una sèrie de llargs passatges simfònics, temàticament cohesionats, que s'entrellacen amb les veus sense eclipsar-les, formant una estructura simfònica unificada i contínua.

## Argument
Tot i que l'òpera comparteix els personatges bàsics i el resum de la novel·la, té diverses diferències respecte a la història original en termes d'argument i èmfasi.

### Acte I
Escena 1: Habitació de Katerina
Katerina és infeliçment casada amb Sinovi, un mercader de farina provincial. Es queixa a si mateixa de la seva solitud. El seu sogre, Borís, enfadat amb la seva resposta quan diu que els bolets són el seu plat preferit, li diu que la seva solitud és culpa seva per no produir un hereu. Ella respon que Sinovi no pot donar-li fills, la qual cosa Borís menysté; llavors l'amenaça si decideix acceptar un amant jove. Sinovi és cridat per assumptes de negocis, i Borís -contra la inclinació del seu fill- fa que Katerina juri davant una icona de ser fidel. Una serventa, Axinia, li explica a Katerina sobre el nou empleat, Serguei, que és molt faldiller.
Escena 2: El pati dels Ismailov
Serguei i els seus companys estan assetjant sexualment a Axinia. Katerina intervé i el renya pel seu masclisme i afirma que les dones són tan valentes i capaces com els homes. Serguei està disposat a demostrar-li que està equivocada i es barallen; ella cau a terra i Serguei cau sobre ella. Borís apareix. Ella diu que ha ensopegat i Serguei, en intentar ajudar-la, també ha caigut. Els altres pagesos ho corroboren. No obstant això, Borís desconfia i brama als pagesos, dient-los que tornin a treballar, abans d'ordenar a Katerina que li prepari uns bolets i amenaçar de dir-li a Sinovi sobre el seu comportament.
Escena 3: Habitació de Katerina
Katerina es disposa a anar a dormir. Serguei toca a la seva porta amb l'excusa que li deixi un llibre perquè no pot dormir, però Katerina no en té cap; no sap llegir. Mentre està a punt de tancar la porta, ell intenta seduir-la recordant la lluita que havia tingut amb ella. Ell entra a l'habitació i s'imposa sobre ella. Després, ella li diu que marxi, però ell es nega i ella accepta començar una aventura amb ell. Borís truca a la porta i confirma que Katerina és al llit i la tanca. Serguei queda atrapat a l'habitació, i tots dos tornen a fer l'amor.

### Acte II
Escena 4: El pati
Una nit, una setmana més tard. Borís, incapaç de dormir a causa de la inquietud pels lladres, passeja pel pati a les fosques mentre es fa de dia. Recordant els seus dies com a jove llibertí i sabent del baix libido de Sinovi, considera seduir Katerina ell mateix per complir els deures matrimonials del seu fill. Veu Serguei pujant per la finestra de Katerina. El captura i el flagel·la públicament com a lladre, després el fa tancar. Katerina ho presencia però no pot aturar-ho perquè segueix tancada a la seva habitació. Quan finalment aconsegueix baixar pel canal de desguàs, els altres servents la retenen per ordre de Borís. Després d'estar esgotat de batre Serguei, Borís demana un àpat, dient que tornarà a flagel·lar Serguei l'endemà i envia un servent perquè recordi Sinovi, dient-li que hi ha problemes a casa. Katerina afegeix verí de rata a uns bolets i els dona a Borís. Mentre mor, cridant un sacerdot, ella recupera les claus per alliberar Serguei. El sacerdot, cridat pel torn de matí dels treballadors que troben Borís en agonia, arriba: Borís intenta en va dir-li que ha estat enverinat i cau mort, assenyalant Katerina. Katerina, plorant llàgrimes de cocodril, convenç el sacerdot que Borís ha menjat accidentalment bolets enverinats i ell resa una pregària sobre el cos de Borís.
Escena 5: Habitació de Katerina
Katerina i Serguei estan junts. En Serguei diu que la seva aventura haurà d'acabar a causa de l'imminent retorn de Sinovi i que desitja casar-se amb Katerina; aquesta li assegura que es casaran, però es nega a dir-li com ho arreglarà. Serguei llavors s'adorm. Aleshores, Katerina és turmentada pel fantasma d'en Borís i no pot dormir. Més tard, sent com torna Sinovi. Un dels criats l'ha tornat a cridar amb la notícia de la mort del seu pare. Encara que Serguei s'amaga, Sinovi veu els seus pantalons i el cinturó i endevina la veritat. Mentre ell i la Katerina es barallen, ell la colpeja amb el cinturó. En sentir els crits de Katerina, Serguei emergeix i s'enfronta a Sinovi, que després intenta escapar per trucar als criats. Katerina atura Sinovi: ella i Serguei procedeixen a estrangular-lo; finalment Serguei acaba la feina amb un cop al cap amb un pesat canelobre. Els amants amaguen el cadàver al celler.

### Acte III
Escena 6: A prop del celler
Després de la desaparició de Sinovi, se'l presumeix mort. Katerina i Serguei es preparen per casar-se, però ella està turmentada pel fet que el cadàver de Sinovi estigui amagat al celler. Serguei la tranquil·litza i se'n van a la cerimònia del casament. Un camperol borratxo entra al celler, troba el cos de Sinovi i va a buscar la policia.
Escena 7: La comissaria
La policia es queixa de no ser convidada al casament i en va intenta distreure's turmentant un mestre socialista pel seu suposat ateisme quan arriba el pagès i els dona l'oportunitat de venjar-se.
Escena 8: El jardí Ismailov
Tothom està borratxo al casament. La Katerina veu que la porta del celler està oberta, però la policia arriba mentre ella i Serguei intenten escapar.

### Acte IV
Escena 9. Un campament de convictes temporals prop d'un pont
De camí a Kàtorga a Sibèria, la Katerina suborna un guàrdia perquè li permeti saber on està Serguei. Ell la culpa de tot. Després de marxar, Serguei intenta seduir una altra condemnada, Soniètka. Ella demana un parell de mitges com a preu. Serguei enganya a la Katerina perquè li doni la seva, i els dona a Soniètka. Soniètka i els altres condemnats es burlen de la Katerina, que empeny Soniètka cap a un riu glaçat, caient també ella mateixa. Són arrossegats i el tren de presoners segueix endavant.

## Enregistraments
- 1979 Mstislav Rostropóvitx (director), Orquestra Filharmònica de Londres, Galina Višnevskaja (Katerina); Nicolai Gedda (Serguei); Taru Valjakka (Axinia); Dimiter Petkov (Borís Ismailov); Birgit Finnilä (Soniètka); Werner Krenn (Sinovi); (Etiqueta: EMI).
- 1992 Myung-whun Chung (director d'orquestra); Opéra Bastille; Maria Ewing (Katerina); Philip Langridge (Sinovi) Aage Haugland (Borís); Sergej Larin (Serguei); Kristine Ciesinski (Axinia); Elena Zaremba (Soniètka); Kurt Moll (Antic Condemnat); (Etiqueta: Deutsche Grammophon).
- 2006 Mariss Jansons (director); Orquestra Reial del Concertgebouw; Eva Maria Westbroek (Katerina); Christopher Ventris (Serguei); Carole Wilson (Axinia); Vladimir Vaneev (Borís Ismailov); Lani Poulson (Soniètka); Ludovít Ludha (Sinovi); director d'escena: Martin Kušej, Muziektheater (Etiqueta: Opus Arte).
- Existeix un enregistrament de 1964 de la versió de Katerina Izmailova amb les forces següents: Eleonora Andreyeva, Eduard Bulavin, V. Radziyevsky, Orquestra Simfònica de la Ràdio de Moscou i Cor Estatal de Moscou, Gennady Provatorov (director).